# Distretto di Bajandėlgėr (Tôv)
Il distretto di Bajandėlgėr  è uno dei ventisette distretti (sum) in cui è suddivisa la provincia del Tôv, in Mongolia. Conta una popolazione di 1.165 abitanti (censimento 2007). 